# 5-Гідрокситриптофан
5-Гідрокситриптофан (5-HTP), також відомий як окситриптан (МНН) — амінокислота, що входить до складу білків. Є прекурсором нейротрансмітера серотоніну. Також є проміжною речовиною в метаболізму триптофану, однією з найважливіших амінокислот:

## Застосування
5-HTP продається без рецепта у Великій Британії, США, Канаді та інших країнах у вигляді біологічно активної добавки. В альтернативній (нетрадиційної) медицини позиціонується як антидепресант, супресант апетиту і засіб, що застосовується при безсонні. Препарат використовується при великому депресивному розладі в багатьох країнах.
5-HTP ефективніше плацебо в лікуванні депресії, сприяє збільшенню викиду бета-ендорфінів.
Споживання 5-HTP знижує апетит і призводить до симптомів, пов'язаних з анорексією, в тому числі до зниження ваги.
При застосуванні разом з препаратом Синемет 5-HTP пом'якшує симптоми хвороби Паркінсона.

## Торгові назви
У США і країнах Європи 5-HTP випускається під торговими назвами 5-HTP, Cincofarm, Levothym, Levotonine, Oxyfan, Telesol, Tript-OH, Triptum..

## Метаболізм
Синтез 5-HTP з L- триптофану відбувається під дією фенілаланін-гідроксилази з коферментом Н4БП. 5-гидрокситриптофан декарбоксилюється в серотонін (5-гідрокси або 5-HT) в результаті дії декарбоксилази ароматичних амінокислот за допомогою вітаміну B6 . Дана реакція відбувається одночасно в нервовій тканині і печінці . 5-HTP проходить гематоенцефалічний бар'єр, а 5-HT ні.
Далі серотонін може перетворюватися в гормон Мелатонін.

## Побічні дії
5-HTP не був ретельно вивчений в клінічних умовах, тому можливі побічні ефекти і взаємодія з іншими препаратами невідомі. Проте, слід зазначити, що існують неопубліковані звіти про серйозні побічні ефекти, які виникають відносно рідко, принаймні при помірних дозах 5-HTP. З іншого боку, часто виникають гострі шлунково-кишкові ефекти, такі як діарея і блювота, що відбувається, ймовірно, через швидке утворення серотоніну у верхньому кишковому тракті.
Прямі та непрямі докази можливих ризиків та побічних ефектів, пов'язані з передозуванням 5-HTP:
- Пошкодження клапана серця або хвороба (фіброз серця)[25][26]
- У поєднанні з ІМАО або СІЗЗС 5-HTP може викликати гострий серотоніновий синдром.[27][28]
- У поєднанні з карбідопою (ліки від хвороби Паркінсона) 5-HTP викликає нудоту і блювоту. Цей побічний ефект можна полегшити, використовуючи гранісетрон.[29] У пацієнтів, які використовують карбідопу і 5-HTP, були відзначені випадки склеродерма-подібних захворювань.[30]